# 이야기 (소설 시리즈)
《이야기》(일본어: 物語 모노가타리[*])는 《괴물 이야기》를 비롯하여, 니시오 이신의 라이트 노벨 시리즈이다. 바케모노가타리(일본어: 化物語)라고도 한다. 일러스트는 VOFAN이며, 고단샤BOX에서 간행된다. 시리즈 제1작인 《괴물 이야기》는 2006년 11월에 고단샤BOX 레이블의 첫 번째 출판 작품의 하나로서 출판되었다. 2009년 TV 애니메이션을 시작으로 드라마 CD · 게임 · 극장판 애니메이션 등 다른 매체로도 미디어를 전개하고 있다.

## 개요
21세기 초 일본의 시골 마을을 무대로 하고 있으며, 아라라기 코요미(일본어: 阿良々木暦)와 그를 만난 소녀들의 "괴이"에 관한 이상한 이야기이다. 부제는 메인 캐릭터의 이름 + 괴이의 이름으로 구성되어있다. 이 작가의 작품 《헛소리 시리즈》가 많은 캐릭터를 등장시키고있는 반면 이 작품은 1화마다 1명의 등장 인물에 초점을 맞춘 "안티 헛소리 시리즈"의 일면을 가지고 있다. 처음에는 단편 3부작으로 "메피스토" 평가에 일러스트가 없는 것을 전제로 작성되었지만, 일러스트레이션으로 시리즈화되어 현재에 이르고있다. 라이트 노벨은 삽화는 적은편이며, 패키지에 사용된 컬러 일러스트 외에는 1화 1매의 흑백 일러스트가 수록되어 있을 뿐이다.

### 퍼스트 시즌
《괴물 이야기 (상 · 하)》, 《상처 이야기》, 《가짜 이야기 (상 · 하)》, 《고양이 이야기 (흑)》의 총 6권, 전 9화로 구성되어 있다. 시즌 발표 후 편의상 "퍼스트 시즌"이라고 불리게되었다.

### 세컨드 시즌
《고양이 이야기 (백)》, 《괴짜이야기》, 《꽃이야기》, 《미끼이야기》, 《귀신이야기》, 《사랑이야기》의 6권이다. 3개월에 1편씩, 퍼스트 시즌에 비해 하이페이스로 간행되어 2011년 12월에 마지막권이 발매되었다. 작중에서 남은 몇 가지 수수께끼는 "파이널 시즌"에 이월되었다.

### 파이널 시즌
《츠키모노가타리》, 《오와리모노가타리》, 《속오와리모노가타리》의 3권이다. 2011년 말에 《코이모노가타리》의 권말에서 발표되었다. 2012년 9월부터 발행이 시작되었다. 또한 2015년 8월 19일 발매된 니시오 이신의 신작 오키테가미 쿄우코의 도전장의 권말에서 《오로카모노가타리》를 공개했다. 확인된 바로는 오로카모노가타리는 이야기 시리즈의 파이널 시즌에 해당된다.
그리고 현재 국내 학산문화사에서 《츠키모노가타리》부터 《속오와리모노가타리》까지 계약이 완료되었으며, 발매 준비가 되면 차차 발매한다고 발표하였다.

### 오프 시즌
오로카모노가타리, 와자모노가타리, 나데모노가타리, 무스비모노가타리 총 4권. 구성.

### 넥스트 시즌
《츠기모노가타리》 . 2014년 9월 파이널 시즌의 마지막 작품인 《속오와리모노가타리》의 권말에서 《츠기모노가타리》와 함께 넥스트 시즌이 발표되었다.

### 미디어 믹스
원래 미디어 믹스 불가능이라는 컨셉으로 쓰여진 소설이지만. 2009년에는 《괴물 이야기》가, 2012년에는 《가짜 이야기》, 《고양이 이야기 (흑)》가 애니메이션화되었다. 그 뒤로 계속 "시즌"을 포함한 전 이야기의 애니메이션화도 예정되어 있다. 이 외에도 애니메이션판의 차회 예고의 각본과 캐릭터 해설서, 드라마 CD 《햐쿠모노가타리》, 애니메이션 가이드북에 수록된 짧은 단편, 공식 사이트의 기획에서 등장 캐릭터가 칠석에 원하던 쪽지 글도 니시오 본인이 쓰고 있다. 이러한 미디어 믹스 작품은 본편의 패러렐 월드적인 취급이지만, 크로스오버로 애니메이션판이나 드라마 CD의 원료 중 일부는 본편에 등장한다.

## 줄거리
고교 3학년에 재학 중인 아라라기 코요미는 어느 날 같은 반의 센조가하라 히타기가 가진 어느 '괴이'에 대해 알게된다. 그녀는 아라라기의 입에 스테이플러와 커터칼을 집어넣으며 비밀에 대해 무시할 것을 강요하지만, 그는 그녀와 비슷한 '괴이'를 가지고 있었기에 그런 협박에도 불구하고 그녀를 돕는다. 그녀를 돕는 방법은 오시노 메메에게 소개하여 그의 퇴치법대로 도움을 주는 것. 코요미는 센조가하라 히타기가 가진 괴이 사건을 해결한 이후에도 하치쿠지 마요이, 센고쿠 나데코, 칸바루 스루가, 하네카와 츠바사등 주변의 괴이를 가진 소녀들을 돕는다.

## 작품 속 사건 순서
| 일시            | 사건 | 작품명                                  |
| --------------- | --- | --------------------------------------- |
| 3월 25일        | 코요미, 우연히 츠바사의 속옷을 보게 된 계기로 그녀와 친구가 되다. | 키즈모노가타리                          |
| 3월 26일        | 코요미, 키스샷 아세로라오리온 하트언더블레이드를 도운 뒤 흡혈귀가 된다.                                                                                               | 키즈모노가타리                          |
| 3월 28일        | 코요미, 흡혈귀 퇴치의 전문가에게 습격당하지만 메메에게 도움을 받는다.                                                                                                 | 키즈모노가타리                          |
| 4월 7일         | 키스샷에 관한 일련의 사건 해결. 키스샷은 거의 모든 힘을 잃어 빈껍질과 다름없는 상태의 존재가 되며, 코요미는 흡혈귀의 능력을 조금 남기는 대신 인간 비슷한 존재가 된다. | 키즈모노가타리                          |
| 4월 8일         | 코요미와 츠바사가 같은 반이 되다. | 키즈모노가타리                          |
| 4월 29일        | 츠바사가 고양이의 괴이에 홀린다. | 네코모노가타리(흑)                      |
| 5월 7일         | 시노부의 도움에 의해 츠바사의 사건은 일단 해결된다. | 네코모노가타리(흑)                      |
| 5월 8일         | 코요미, 히타기의 비밀을 알게 되다. | 바케모노가타리(상)                      |
| 5월 14일        | 코요미, 마요이를 만나다. | 바케모노가타리(상)                      |
| 5월말           | 코요미, 스루가를 만나다. | 바케모노가타리(상)                      |
| 6월 11일        | 코요미, 나데코와 다시 만나다. | 바케모노가타리(하)                      |
| 6월 13일        | 코요미, 히타기와 첫 데이트. | 바케모노가타리(하)                      |
| 6월 14일        | 츠바사에게 다시 고양이의 괴이가 나타나다. 시노부의 도움으로 사건해결. 메메, 마을을 떠난다.                                                                            | 바케모노가타리(하)                      |
| 7월 29일        | 코요미, 히타기에게 감금당하다. 그 시각에 카렌이 벌의 이형의 독에 시달린다.                                                                                            | 니세모노가타리(상)                      |
| 8월 14일        | 코요미, 요츠루와 요츠키를 만나다. | 니세모노가타리(하)                      |
| 8월 20일        | 코요미, 마요이를 납치하듯 집으로 초대하다. 잠시 후 요츠키를 다시 만나다.                                                                                              | 카부키모노가타리                        |
| 8월 21일 (새벽) | 코요미, 시노부와 함께 11년 전으로 시간이동하다. | 카부키모노가타리                        |
| 8월 21일 (낮)   | 코요미, 시노부와 함께 본래의 시간으로 돌아오다. 코요미, 마요이와 만나서 그녀를 다시 집으로 데리고 왔을 때 '어둠'과 만나다. 그 시각에 츠바사의 집에 화재가 발생하다    | 오니모노가타리 네코모노가타리(백)       |
| 8월 23일        | 스루가, 코요미의 부름을 받아 학원폐허로 달려오다. 잠시 후 츠바사의 호랑이 괴이가 학원폐허에 화재를 일으키다.                                                          | 오와리모노가타리(중) 네코모노가타리(백) |
| 10월 하순(?)    | 코요미, 스루가를 통해 오시노 오우기를 소개받다. | 오와리모노가타리(상)                    |
| 10월 31일       | 나데코, 쿠치나와(クチナワ) 괴이의 환각을 보다. | 오토리모노가타리                        |
| 1월 1일         | 히타기, 데이슈에게 나데코를 속여달라고 부탁하다. | 코이모노가타리                          |
| 2월 1일         | 데이슈, 나데코를 설득하여 인간으로 돌아오게 하다. | 코이모노가타리                          |
| 2월 13일        | 코요미, 거울에 자신의 몸이 비춰지지 않는 현상을 자각하다. | 츠키모노가타리                          |
| 3월 13일        | 코요미, 마요이를 다시 만나다. | 오와리모노가타리(하)                    |
| 3월 14일        | 오시노 오우기의 정체가 밝혀지고, 메메의 도움으로 사건이 해결되다. | 오와리모노가타리(하)                    |
| 3월 16일        | . | 속 오와리모노가타리                     |
| 4월 9일         | 스루가, 로우카를 만나다. | 하나모노가타리                          |

《코요미모노가타리》는 상기에 기록된 여러 사건들의 외전격 이야기로써, 12개의 짤막한 이야기가 여러 사건들의 중간중간에 포진되어 있다.
다음은 《카부키모노가타리》에 벌어진 사건의 시간 순서이다.
| 일시                   | 사건 |
| ---------------------- | --- |
| 8월 21일 오전 0시 무렵 | 코요미, 시노부와 함께 키타시라헤비신사에서 시간이동을 시도하다. |
| 11년 전 5월 13일       | 코요미, 시노부와 함께 평행 세계의 11년 전으로 시간이동해 오다. |
| 11년 전 5월 14일       | 코요미와 시노부, 평행 세계의 마요이의 사고를 막는 것에 성공하다. |
| 5월 14일               | 평행 세계의 코요미가 마요이를 만나지 못하다. |
| 6월 14일               | 평행 세계의 시노부, 가출하다. 평행 세계의 마요이는 코요미를 알지 못하기 때문에 시노부를 찾아주지 못하다. 평행 세계의 츠바사의 괴이, 평행 세계의 코요미를 살해하다. 평행 세계의 시노부, 세계를 멸망시키다. 이후 자살을 시도하나, 미수에 그치다. |
| 8월 21일               | 코요미와 시노부, 마요이의 사고를 막은 후 다시 (평행세계의) 현재시간으로 돌아오다. |
| 8월 26일               | 코요미와 시노부, 평행 세계의 성장한 마요이를 만나다. 같은 날 밤, 평행세계의 시노부를 만나 그 세계를 멸망에서 구해내다. |
| 8월 21일 아침          | 코요미와 시노부, 본래 살던 세계 & 본래 살던 시간으로 돌아오다. |

## 등장인물
아라라기 코요미 (阿良々木 暦 아라라기 코요미[*])
성우 - 카미야 히로시
이야기 시리즈의 메인 주인공. 가족으로는 부모님과 파이어 시스터즈로 불리는 카렌과 츠키히가 있다. 오지랖이 넓고 남을 도와주는 걸 좋아하는 성격이라 2학년말 봄방학 때 '하네카와 츠바사'와 함께 전설적인 괴이 살해자인 흡혈귀 『키스샷 아세로라오리온 하트언더블레이드』와 엮이게 되어 사건에 휘말리게 된다. 뱀파이어 헌터인 드라마 트루기, 에피소드, 기요틴 커터에게 공격당해 머리와 몸통밖에 남지 않은 키스샷에게 목을 내밀어 피를 전부 빨려 키스샷의 권속 흡혈귀가 되었다. 흡혈귀가 돼버린 코요미는 키스샷의 육체 각부위를 가져가 버린 드라마 투르기, 에피소드, 기요틴 커터를 뒤쫓게 되고 이 과정에서 괴이 전문가인 오시노 메메와 만나게 된다. 키스샷의 사지를 되찾고, 오시노로부터 키스샷의 심장을 받은 뒤, 우연히 기요틴 커터를 먹어치우는 키스샷을 목격하게 된다. 여기에서 충격을 받아 권속으로서 반란을 일으킨다. 하지만 키스샷은 죽지 않았고, 오시노가 알려준 방법으로 키스샷은 죽지 않고 불완전한 오시노 시노부로 변하고, 아라라기 본인은 흡혈귀의 잔재를 남긴 채 인간이 된다. 그 때문에 상처 회복률이 무척 빠르고 보통사람보다 힘이 세다.
이후 주변인물들과 관련된 괴이사건에 엮이면서 대활약하게 된다. 이 과정에서 센조가하라와는 연인관계로 발전하였지만, 하치쿠지의 가슴을 만지며 변태적인 행각을 하는 등 글러먹은 일면이 있다는 사실도 드러난다.
센조가하라 히타기 (戦場ヶ原 ひたぎ 센조가하라 히타기[*])
성우 - 사이토 치와
《괴물 이야기》'히타기 크랩',《사랑 이야기》'히타기 엔드',《끝 이야기(下)》'히타기 랑데뷰(rendezvous)'의 당사자.
게 괴이(神)와 마주친 소녀. 아라라기와는 1학년 때부터 쭉 같은 반인 소녀로, 반에서는 항상 책만 읽는 몸이 약한 여학생으로 통하고 있었다. 그러던 어느날, 바나나 껍질을 밟고 미끄러져 떨어지는 그녀를 아라라기가 구해주면서 남에게 말못할 비밀이 들통나게 된다. 바로 몸무게가 보통사람에 비해 말이 안 될 정도로 가벼운 5kg대라는 것. 자신의 비밀을 들킨 센조가하라는 아라라기 코요미를 습격 - 입속에 커터칼과 스테이플러를 밀어넣고 자신에 대한 무관심과 무시를 요구한다. 하지만 자신을 돕겠다는 아라라기의 제안을 결국 받아들이고 괴이전문가인 오시노 메메를 만나 몸무게를 되찾는다.
그후 센조가하라는 두 번째 에피소드인 '마요이 마이마이'에서 코요미에게 "I love you."라고 고백하고 커플이 되었다. 센조가하라는 괴이로부터 해방되고 하네카와에게 인격교정 프로그램을 이수받으면서 이상했던 성격을 많이 개선함과 동시에 하네카와에게 꼼짝 못하게 된다.
하치쿠지 마요이 (八九寺 真宵 하치쿠지 마요이[*])
성우 - 카토 에미리
《괴물 이야기》'마요이 마이마이',《괴짜 이야기》'마요이 강시',《끝 이야기(下)》'마요이 헬'의 당사자.
달팽이 괴이와 관련이 있는 소녀. 트윈테일의 초등학생으로 12세. 센조가하라 히타기와 관련된 괴이를 해결한 이후로 며칠 뒤, 아라라기 코요미는 어느 공원에서 센조가하라 히타기와 대화를 나누던중 하치쿠지와 만나게 되었다.
낯을 많이 가리며 말투는 정중하지만 어딘가 건방지다. 아라라기를 부를 때 혀가 자꾸 꼬인다는 게 특징. 아라라기와 만날 때마다 성추행당한다(정작 본인은 그렇게 싫지 않은듯).
칸바루 스루가 (神原 駿河 간바루 스루가[*])
성우 - 사와시로 미유키
《괴물 이야기》'스루가 몽키',《꽃 이야기》'스루가 데빌'의 당사자.
원숭이(?) 괴이에 씌인 소녀. 아라라기의 한 학년 후배로 약소한 농구부를 전국체전급으로 끌어올린 장본인. 엄청나게 낙천적이고 시원시원한 성격. 하지만 특이취향이 뭉쳐있는 등 위험한 소녀이기도 하다. 아라라기에게 우수한 성적의 누군가가 같이 공부한다는 말을 듣자, 톱 성적의 하네카와 대신 톱클래스 성적의 센조가하라를 떠올리는 등 과거에 센조가하라와 무슨 일이 있었던 듯 하다.
센고쿠 나데코 (千石 撫子 센고쿠 나데코[*])
성우 - 하나자와 카나
《괴물 이야기》'나데코 스네이크',《미끼 이야기》'나데코 메두사'의 당사자.
뱀 괴이에게 휘감긴 소녀. 아라라기 츠키히의 초등학교 시절 친구. 소심한 성격이다. 초등학교 시절대부터 코요미를 짝사랑하고 있었다.
하네카와 츠바사 (羽川 翼 하네카와 쓰바사[*])
성우 - 호리에 유이
《괴물 이야기》'츠바사 캣',《고양이 이야기(黑)》'츠바사 패밀리',《고양이 이야기(白)》'츠바사 타이거'의 당사자.
고양이에게 매혹된 소녀. 안경에 양갈래로 땋은 머리 등 전형적인 반장 캐릭터. 품행도 방정하고 모든 성적이 우수하지만, 가족 관계는 조금 복잡하다.
오시노 메메 (忍野 メメ 오시노 메메[*])
성우 - 사쿠라이 타카히로
《괴물 이야기》의 모든 편,《끝 이야기(下)》의 '오우기 다크'의 마지막에서 잠깐 등장
학원의 폐허 빌딩에 무단으로 정착한 30대의 남성. 아라라기와 그의 주변인에게 괴이의 대처법을 조언한다.
괴이를 조사하며 전국을 방랑하는 수수께끼의 인물. 수많은 괴이에 대해 자세하게 알고 있는 전문가이지만, 괴이 퇴치보다는 괴이와 인간의 밸런스 유지를 목적으로 하고 있다. "자신은 돕지 않는다. 상대가 멋대로 살아날 뿐"을 신조로 하고 있기 때문에, "도와 준다"라는 표현을 싫어해 "힘을 빌려 준다"고 한다. 사이키델릭한 알로하 셔츠에 더부룩한 머리로, 별로 볼 만하지 않은 모습을 하고 있다. 휴대 전화 사용법을 모를 정도로 기계치. 폐허 빌딩에서 시노부와 함께 살다가 괴물 이야기의 '츠바사 캣'에서 마을을 떠나 이후에는 등장하지 않는다.
경박하고 잘 빈정거리는 성격으로, 농담이 끊어지지 않는다. 대화 상대가 공격적인 태도를 보일때는 "기운 차네, 뭔가 좋은 일이라도 있어?" 라고 말하는 버릇이 있다. 이전에는 신도계의 대학에 다녔다. 카이키 데이슈나 카게누이 요즈루, 가엔 이즈코와는 대학시절의 동급생으로, 같은 써클에 속했다. 알로하 셔츠는 그 당시부터 입고 있던 것 같다.
키스샷 아세로라오리온 하트언더블레이드 / 오시노 시노부 ( Kissshot Arcerolaorion Heartunderblade[*] 忍野 忍 오시노 시노부[*])
성우 - 사카모토 마아야
《귀신 이야기》'시노부 타임',《끝 이야기(中)》'시노부 메일'의 당사자.
오시노와 함께 다니는 금발의 여자 꼬마아이. 사실은 흡혈귀로서 아라라기의 주인이었으나 어떠한 일로 인해 힘을 잃고 어린 아이의 모습을 하고 있다. 본명은 키스샷 아세로라오리온 하트언더블레이드. 시노부(忍)라는 이름은 원래 이름이었던 "하트 언더 블레이드"에서 착안해서 오시노가 명명. 미스터 도넛의 도넛을, 특히 골든 초콜릿과 폰데링을 좋아한다.
아라라기 카렌 (阿良々木 火憐 아라라기 가렌[*])
성우 - 키타무라 에리
《가짜 이야기》'카렌 비'의 당사자.
아라라기의 첫째 여동생. 매일 저지를 입고 있으며 운동을 좋아한다. 츠키히와 함께 츠카노키 제 2 중학교의 파이어 시스터즈로 활동하고 있으며 실전을 담당하고 있다.
아라라기 츠키히 (阿良々木 月火 아라라기 쓰키히[*])
성우 - 이구치 유카
《가짜 이야기》'츠키히 피닉스'의 당사자.
아라라기의 둘째 여동생. 매일 유카타를 입고 있다. 카렌과 함께 츠카노키 제 2 중학교의 파이어 시스터즈로 활동하고 있으며 참모를 담당하고 있다.
센조가하라의 아버지 (戦場ヶ原の父 센조가하라 노 지치[*])
성우 - 타치키 후미히코
《괴물 이야기》'츠바사 캣'에서 등장, 센조가하라의 부탁으로 아라라기와 센조가하라의 데이트를 도와준다. 이후 《고양이 이야기(白)》에서도 잠깐 등장한다.
드라마투르기 (ドラマツルギー 도라마 쓰루기[*])
《상처 이야기》'코요미 뱀프'에서 등장.
키스샷의 오른쪽 다리를 빼앗은 흡혈귀 사냥꾼. 흡혈귀 사냥을 하는 흡혈귀이다. 흡혈귀의 변신 능력으로 자신의 몸의 일부를 바꾼 플랑베르주를 무기로 사용한다. 이름인 '드라마투르기'는 문학·드라마 예술의 '극작법(Dramaturgy)'에서 유래되었으며, 일본어 표기인 'ドラマツルギー'의 'ツルギ'는 검을 뜻하는 일본어이다.
에피소드 (エピソード 에피소도[*])
성우 - 이리노 미유
《상처 이야기》'코요미 뱀프'에서 등장.
키스샷의 왼쪽 다리를 빼앗은 흡혈귀 사냥꾼. 뱀파이어 하프. 흡혈귀를 매우 싫어해 흡혈귀 사냥꾼을 하고 있다. 몸을 안개로 바꾸는 능력을 가지며 거대한 십자가를 무기로 사용한다. 이름인 '에피소드'는 'Episode'에서 유래되었으며, 일본어 표기인 'エピソード'의 'ソード'는 검을 뜻하는 영어 단어 'Sword'의 일본어식 표기이다.
기요틴 커터 (ギロチンカッター 기로친 갓타[*])
《상처 이야기》'코요미 뱀프'에서 등장.
키스샷의 양팔을 빼앗은 흡혈귀 사냥꾼. 어느 종교의 대사교로 신부 같은 옷차림을 하고 있으며 항상 공손한 말로 이야기한다. 특정한 무기를 가지고 있지 않으나 흡혈귀 헌터 중에서는 제일 강하다. 이름인 '기요틴 커터'는 여러 장의 종이를 한번에 절단하는 작두 형태의 문서재단기(en:Paper cutter)의 명칭이며, 위의 흡혈귀 사냥꾼들과 마찬가지로 이름에 칼(검)을 뜻하는 '커터(Cutter)'가 들어가있다.
카이키 데이슈 (貝木 泥舟 가이키 데이슈[*])
성우 - 미키 신이치로
《가짜 이야기》'카렌 비'에서 처음 등장.
카렌에게 벌 괴이를 씌운 장본인이며, 근본적인 사기꾼으로 히타기가 만난 다섯 명의 사기꾼 중 첫 번째 사람이기도 하다. 오시노 메메와 카게누이 요츠루와 대학동기이며 같은 동아리 소속이었다.
카게누이 요츠루 (影縫 余弦 가게누이 요쓰루[*])
성우 - 시라이시 료코
《가짜 이야기》'츠키히 피닉스'에서 처음 등장.
관서지방 사투리를 쓰는 여자 음양사이며 불사신의 괴이를 전문으로 한다. 그러나 음양사라고는 해도, 주술보다는 주먹질이나 발차기 같은 것이 주특기인듯 하다. 작중에서는 종종 "폭력음양사"라는 별명으로 회자되곤 한다.
오노노키 요츠키 (斧乃木 余接 오노노키 요쓰키[*])
성우 - 하야미 사오리
《가짜 이야기》'츠키히 피닉스'에서 처음 등장.
소녀의 외관을 하고 있으나 인간은 아닌 존재. 요츠루를 언니라 부르며 잘 따른다. 말버릇은 "나는 멋진 표정으로 그렇게 말했다." (그러나《가짜 이야기》이후의 작품에서는 그 말버릇을 완전히 고치고, 자신의 흑역사로 여기며 평범하게 이야기한다.)사랑이야기에서 카이키 데이슈를 만나고 말투가 바뀐다>>이예이 오빠 피스피스
(이예~이~오니짱~피스피~스!)
가엔 이즈코 (臥煙 伊豆湖 가엔 이즈코[*])
성우 - 유키노 사츠키
《고양이 이야기(白)》에서 처음 등장.
오시노 메메의 대학 선배이자 칸바루 스루가의 이모이다. 오시노 메메 뿐만 아니라 카이키 데이슈, 카게누이 요츠루, 오노노키 요츠키, 테오리 타다츠루와도 잘 알고 있는 사이다. 작은 체구임에도 불구하고 커다란 야구모자와 XXL 사이즈의 티셔츠, 헐렁한 청바지를 입고 다니며 핸드폰을 5개나 들고 다닌다.
"나는 모르는게 없다" 라거나 "나는 뭐든지 알고 있다"라는 이야기를 당연하다는 듯 말하는 괴상한 인물. 실제로 <소설의 화자(話者)>에게 일어나는 사건에 대해서 누가 설명해주지 않았어도 모두 알고 있으며, 도리어 <소설의 화자(話者)>에게 조언을 해주기까지 한다.
오시노 오우기 (忍野 扇 오시노 오우기[*])
성우―미즈하시 카오리
《괴짜 이야기》부터 등장하는 수수께끼의 후배.
나이는 칸바루 스루가보다 한살 어린 고등학교 1학년이다. 사실상 모든 것이 수수께끼에 쌓여있으며, 원작의 서술을 통해서 보면 남자인지 여자인지도 확실하지 않다. (그러나 모노가타리 시즌2 애니메이션을 통해, 여자라는 것이 거의 확실시되었다.) 그녀 본인의 주장에 따르면 오시노 메메의 조카이며, 괴이와 관련된 가업(家業)을 이어받고 있다고 한다. 《오토리모노가타리》,《오니모노가타리》,《츠키모노가타리》등의 작품에서 벌어진 일련의 사건에 있어서 흑막과도 같은 존재인 것으로 추측되었으며, 《끝 이야기》의 마지막에서 오시노 오우기의 정체는 아라라기 코요미의 네거티브한 감정이 만들어낸 괴이로 밝혀져 소멸될 위기에 처하게 되나 아라라기 코요미와 오시노 메메의 도움으로 살아나게 된다.
작중에 등장하는 것은 8월에 있었던 이야기를 다루는 《카부키모노가타리》부터지만, 실제로 그녀가 코요미 일행과 만난 것은 2학기 중의 어느날(10월하순)이었다.
누마치 로우카 (沼地 蠟花 누마치 로우카[*])
성우―아스미 카나
《꽃 이야기》에 등장하는 칸바루 스루가의 옛 (농구) 라이벌.
칸바루 스루가와는 다른 중학교 출신이었으며, 특기는 디펜스였다. 왼쪽다리를 다친 후로 선수생활을 그만두고 타인의 불행에 대한 이야기를 수집하는 이상한 취미를 반복해왔다. "악마님"이라는 별명으로 불행수집 활동을 하다가 우연히 칸바루 스루가와 만나게 된다.
테오리 타다츠루 (手折 正弦 데오리 다다쓰루[*])
성우―코야스 타케히토
《빙의 이야기》에 등장하는 불사신 괴이를 전문으로 하는 인형사.
오시노 메메, 카이키 데이슈, 카게누이 요츠루와 대학시절 함께 어울리던 남자다. 요츠루와는 오노노키 요츠키의 소유권을 두고 싸움이 벌어져 크게 사이가 나빠지기도 했다. 작품 내에서 등장은 상당히 짧다.
오이쿠라 소다치 (老倉 育 오이쿠라 소다치[*])
성우―이노우에 마리나
《끝 이야기》에 등장하는 아라라기의 반 반장.
시립 나오에츠 고등학교 1학년 3반인 아라라기와 같은반이며 그 반의 반장이기도 하다. 아라라기를 적대하는 태도때문에 서로 사이가 나빴다.

## 작품 목록
모두 고단샤BOX에서 간행되었다. 간행 순서는 작품의 시계열과 일치하지 않는다. 저자 니시오는 어느 권부터 읽기 시작해도 상관 없다고 하고 있다.
|    | 제목                              | 발행 연월일    | ISBN                   | 수록 이야기           | 화자            | 조출                        |
| -- | --------------------------------- | -------------- | ---------------------- | --------------------- | --------------- | --------------------------- |
| 1  | 괴물 이야기/바케모노가타리 (상)   | 2006년11월1일  | ISBN 978-4-06-283602-9 | 제1화 히타기 크랩     | 아라라기 코요미 | 메피스트 2005년9월호        |
| 1  | 괴물 이야기/바케모노가타리 (상)   | 2006년11월1일  | ISBN 978-4-06-283602-9 | 제2화 마요이 마이마이 | 아라라기 코요미 | 메피스트 2006년1월호        |
| 1  | 괴물 이야기/바케모노가타리 (상)   | 2006년11월1일  | ISBN 978-4-06-283602-9 | 제3화 스루 가몽키     | 아라라기 코요미 | 메피스트 2006년5월호        |
| 2  | 괴물 이야기/바케모노가타리 (하)   | 2006년12월4일  | ISBN 978-4-06-283607-4 | 제4화 나데코 스네이크 | 아라라기 코요미 | 신작                        |
| 2  | 괴물 이야기/바케모노가타리 (하)   | 2006년12월4일  | ISBN 978-4-06-283607-4 | 제5화 츠바사 캣       | 아라라기 코요미 | 신작                        |
| 3  | 상처 이야기/키즈모노가타리        | 2008년5월7일   | ISBN 978-4-06-283663-0 | 제零화 코요미 뱀프    | 아라라기 코요미 | 판도라 Vol.1 SIDE-A         |
| 4  | 가짜 이야기/니세모노가타리 (상)   | 2008년9월1일   | ISBN 978-4-06-283679-1 | 제6화 카렌 비         | 아라라기 코요미 | 신작                        |
| 5  | 가짜 이야기/니세모노가타리 (하)   | 2009년6월10일  | ISBN 978-4-06-283702-6 | 최종화 츠키히 피닉스  | 아라라기 코요미 | 신작                        |
| 6  | 고양이 이야기/네코모노가타리 (흑) | 2010년7월28일  | ISBN 978-4-06-283748-4 | 제禁화 츠바사 패밀리  | 아라라기 코요미 | 신작                        |
| 7  | 고양이 이야기/네코모노가타리 (백) | 2010년10월27일 | ISBN 978-4-06-283758-3 | 제懇화 츠바사 타이거  | 하네카와 츠바사 | 신작                        |
| 8  | 괴짜 이야기/카부키모노가타리      | 2010년12월24일 | ISBN 978-4-06-283767-5 | 제閑화 마요이 강시    | 아라라기 코요미 | 신작                        |
| 9  | 꽃 이야기/하나모노가타리          | 2011년3월29일  | ISBN 978-4-06-283771-2 | 제変화 스루가 데빌    | 칸바루 스루가   | 신작                        |
| 10 | 미끼 이야기/오토리모노가타리      | 2011년6월28일  | ISBN 978-4-06-283776-7 | 제乱화 나데코메두사   | 센고쿠 나데코   | 신작                        |
| 11 | 귀신 이야기/오니모노가타리        | 2011년9월28일  | ISBN 978-4-06-283781-1 | 제忍화 시노부 타임    | 아라라기 코요미 | 신작                        |
| 12 | 사랑 이야기/코이모노가타리        | 2011년12월20일 | ISBN 978-4-06-283792-7 | 제恋화 히타기 엔드    | 카이키 데이슈   | 신작                        |
| 13 | 빙의 이야기/츠키모노가타리        | 2012년9월26일  | ISBN 978-4-06-283812-2 | 제体화 요츠기 돌      | 아라라기 코요미 | 신작                        |
| 14 | 달력 이야기/코요미모노가타리      | 2013년5월20일  | ISBN 978-4-06-283837-5 | 제1화 코요미 스톤     | 아라라기 코요미 | 신작                        |
| 14 | 달력 이야기/코요미모노가타리      | 2013년5월20일  | ISBN 978-4-06-283837-5 | 제2화 코요미 플라워   | 아라라기 코요미 | 신작                        |
| 14 | 달력 이야기/코요미모노가타리      | 2013년5월20일  | ISBN 978-4-06-283837-5 | 제3화 코요미 샌드     | 아라라기 코요미 | 신작                        |
| 14 | 달력 이야기/코요미모노가타리      | 2013년5월20일  | ISBN 978-4-06-283837-5 | 제4화 코요미 워터     | 아라라기 코요미 | 신작                        |
| 14 | 달력 이야기/코요미모노가타리      | 2013년5월20일  | ISBN 978-4-06-283837-5 | 제5화 코요미 윈드     | 아라라기 코요미 | 신작                        |
| 14 | 달력 이야기/코요미모노가타리      | 2013년5월20일  | ISBN 978-4-06-283837-5 | 제6화 코요미 트리     | 아라라기 코요미 | 신작                        |
| 14 | 달력 이야기/코요미모노가타리      | 2013년5월20일  | ISBN 978-4-06-283837-5 | 제7화 코요미 티       | 아라라기 코요미 | 신작                        |
| 14 | 달력 이야기/코요미모노가타리      | 2013년5월20일  | ISBN 978-4-06-283837-5 | 제8화 코요미 마운틴   | 아라라기 코요미 | 신작                        |
| 14 | 달력 이야기/코요미모노가타리      | 2013년5월20일  | ISBN 978-4-06-283837-5 | 제9화 코요미 토러스   | 아라라기 코요미 | 신작                        |
| 14 | 달력 이야기/코요미모노가타리      | 2013년5월20일  | ISBN 978-4-06-283837-5 | 제10화 코요미 시드    | 아라라기 코요미 | 신작                        |
| 14 | 달력 이야기/코요미모노가타리      | 2013년5월20일  | ISBN 978-4-06-283837-5 | 제11화 코요미 낫싱    | 아라라기 코요미 | 신작                        |
| 14 | 달력 이야기/코요미모노가타리      | 2013년5월20일  | ISBN 978-4-06-283837-5 | 제12화 코요미 데드    | 아라라기 코요미 | 신작                        |
| 15 | 끝 이야기/오와리모노가타리 (상)   | 2013년10월21일 | ISBN 978-4-06-283857-3 | 제1화 오우기 포뮬러   | 아라라기 코요미 | 별책소년매거진 2013년10월호 |
| 15 | 끝 이야기/오와리모노가타리 (상)   | 2013년10월21일 | ISBN 978-4-06-283857-3 | 제2화 소다치 리들     | 아라라기 코요미 | 신작                        |
| 15 | 끝 이야기/오와리모노가타리 (상)   | 2013년10월21일 | ISBN 978-4-06-283857-3 | 제3화 소다치 로스트   | 아라라기 코요미 | 신작                        |
| 16 | 끝 이야기/오와리모노가타리 (중)   | 2014년1월29일  | ISBN 978-4-06-283861-0 | 제4화 시노부 메일     | 아라라기 코요미 | 신작                        |
| 17 | 끝 이야기/오와리모노가타리 (하)   | 2014년4월1일   | ISBN 978-4-06-283868-9 | 제5화 마요이 헬       | 아라라기 코요미 | 신작                        |
| 17 | 끝 이야기/오와리모노가타리 (하)   | 2014년4월1일   | ISBN 978-4-06-283868-9 | 제6화 히타기 랑데뷰   | 아라라기 코요미 | 신작                        |
| 17 | 끝 이야기/오와리모노가타리 (하)   | 2014년4월1일   | ISBN 978-4-06-283868-9 | 제7화 오우기 다크     | 아라라기 코요미 | 신작                        |
| 18 | 조쿠・오와리모노가타리            | 2014년9월17일  | ISBN 978-4-06-283878-8 | 최종화 코요미 리버스  | 아라라기 코요미 | 신작                        |

## 관련 작품

### 애니메이션
- 《바케모노가타리》

2009년 7월부터 방송. 전 15화.
- 《키즈모노가타리》

2016년 1월 8일 개봉예정 (3파트로 나눠짐)
- 《니세모노가타리》

2012년 1월부터 방송. 전 11화.
- 《네코모노가타리 (흑)》

2012년 12월 31일 방송. 전 4화.
- <이야기> 시리즈 2nd season.

2013년 7월부터 방송. 《고양이 이야기 (백)》에서 《코이모노가타리》까지 전 26화.
- 《츠키모노가타리》

2014년 12월 31일 방송. 전 4화.

### 관련 서적
- 애니메이션 바케모노가타리 오피셜 가이드북

2009년 6월 29일 발행. 애니메이션 측과 소설 측의 양면에서 《괴물 이야기》를 소개하는 가이드북이다. 소설 쪽에서는 《상처 이야기》, 《가짜 이야기》도 언급하고있다.
- 바케모노가타리 애니메이션 컴플리트 가이드북

2010년 10월 27일 발행.
- 애니메이션 『바케모노가타리』 부음성부독본

2012년 4월 24일 발행. 블루레이 및 DVD판에 수록된 니시오 이신 신작의 부음성 "캐릭터 해설서"의 각본을 수록하고 있다.
- 니세모노가타리 애니메이션 컴플리트 가이드북

2012년 9월 27일 발행.

### 드라마 CD
- 《햐쿠모노가타리》

2009년 8월 3일 발매. 학원 관련된 100개의 짧은 에피소드를 수록하고 있다. 각본은 니시오 이신의 신작으로, 패키지 일러스트는 와타나베 아키오이다. 고단샤BOX로 발매되었으며, 드라마 CD와 각본이 포함되어있다. ISBN 978-4-06-215369-0

### 게임
- 《바케모노가타리 포터블》

2012년 8월 23일 발매하였다.